# Roadracing-VM 1959
| Klass   | Mästare individuellt          | Mästare konstruktörer |
| ------- | ----------------------------- | --------------------- |
| 500GP   | John Surtees                  | MV Agusta             |
| 350GP   | John Surtees                  | MV Agusta             |
| 250GP   | Carlo Ubbiali                 | MV Agusta             |
| 125GP   | Carlo Ubbiali                 | MV Agusta             |
| Sidvagn | Walter Schneider/Hans Strauss | BMW                   |

Världsmästerskapen i Roadracing 1959 arrangerades  av F.I.M. Säsongen bestod av åtta Grand Prix i fem klasser: 500cc, 350cc, 250cc, 125cc och Sidvagnar 500cc. Den inleddes 17 maj med Frankrikes Grand Prix och avslutades med Nationernas Grand Prix i Italien den 6 september.

## Säsongen i sammanfattning
Britten John Surtees på MV Agusta försvarade sina VM-titlar i 500cc- och 350cc-klaserna genom att vinna samtliga Grand Prix. Förare på MV Augusta vann även de andra tvåhjulsklasserna, 250cc och 125cc, genom italienaren Carlo Ubbiali.

## 1959 års Grand Prix-kalender
Frankrikes Grand Prix kom tillbaka i tävlingskalendern efter några års bortvaro, nu på Charade-banan. Sveriges Grand Prix tvangs flytta från Hedemora till Kristianstad.
| Omgång | Datum | Grand Prix               | Bana                     | Segrare 125cc     | Segrare 250cc     | Segrare 350cc | Segrare 500cc | Segrare Sidvagn       |
| ------ | ----- | ------------------------ | ------------------------ | ----------------- | ----------------- | ------------- | ------------- | --------------------- |
| 1      | 17/5  | Frankrike                | Circuit de Charade       |                   |                   | John Surtees  | John Surtees  | Scheidegger/Burkhardt |
| 2      | 6/6   | Isle of Man TT           | Snaefell mountain course | Tarquinio Provini | Tarquinio Provini | John Surtees  | John Surtees  | Schneider / Strauß    |
| 3      | 14/6  | Västtyskland             | Hockenheimring           | Carlo Ubbiali     | Carlo Ubbiali     | John Surtees  | John Surtees  | Camathias /Cecco      |
| 4      | 27/6  | TT Assen                 | TT Circuit Assen         | Carlo Ubbiali     | Tarquinio Provini |               | John Surtees  | Camathias /Cecco      |
| 5      | 5/7   | Belgien                  | Spa-Francorchamps        | Carlo Ubbiali     |                   |               | John Surtees  | Schneider /Strauß     |
| 6      | 26/7  | Sverige                  | Råbelövsbanan            | Tarquinio Provini | Gary Hocking      | John Surtees  |               |                       |
| 7      | 8/8   | Ulster                   | Dundrod Circuit          | Mike Hailwood     | Gary Hocking      | John Surtees  | John Surtees  |                       |
| 8      | 6/9   | Italien - Nationernas GP | Monza                    | Ernst Degner      | Carlo Ubbiali     | John Surtees  | John Surtees  |                       |

### Poängräkning
De sex främsta i varje race fick poäng enligt tabellen nedan. De fyra bästa resultaten räknades i mästerskapen för samtliga klasser.
| Plats | 1 | 2 | 3 | 4 | 5 | 6 |
| ----- | - | - | - | - | - | - |
| Poäng | 8 | 6 | 4 | 3 | 2 | 1 |